# Szczuki (Białoruś)
Szczuki (biał. Шчокі, ros. Щёки) – wieś na Białorusi, w obwodzie mińskim, w rejonie mińskim, w sielsowiecie Pietryszki.